# Князєв Андрій Сергійович
Андрій Сергійович Князєв (Князь) (6 лютого 1973, Санкт-Петербург) — російський рок-музикант, вокаліст, автор музики та текстів, в минулому один з вокалістів гурту «Король и Шут», зараз займається сольним проєктом під назвою КняZz. Відвідував окупований Крим, разом зі своїм гуртом KняZz, через що є фігурантом бази Миротворець. Князєв і KняZz також беруть участь у про-воєнних фестивалях.

## Біографія
З 1990 по 2011 роки був другим вокалістом, автором частини текстів пісень та музики гурту «Король и шут».
Кар'єра Андрія Князева як музиканта почалася після того, як він був запрошений текстовиком в панк-рок групу «Контора», засновниками якої були однокласники Михайло Горшеньов, Олександр Щигольов та Олександр Балунов. З появою Князя у групи змінився стиль та концепція написання текстів. У піснях стали переважати казкові історії, в зв'язку з чим назва гурту змінилася на «Король и Шут». Князь також добре малює і є автором оформлення обкладинок альбомів.
Родичі Князя вважали його дуже обдарованим хлопчиком в плані малювання та бачили в малюванні його майбутнє, тому після 8-го класу Андрій Князєв вступив до реставраційного училища та навіть реставрував Державний Ермітаж. А самому Князю малювання було нецікаво, образотворче мистецтво його сильно стомлювало. Після знайомства з Горшком його сильно захопила музика, і він почав вчитися грати на гітарі.
Одружений вдруге. Перша дружина — Алена Ісаєва, теперішня — Агата Нігровская. Дві доньки — від першого шлюбу Діана (д.н. 12.12.2005) і від другого — Аліса (д.н. 12.10.2010).
Під час роботи в «Король и Шут» був також зайнятий сольною творчістю. 2005 року випустив свій альбом «Любовь негодяя». 2011 року створив свою власну групу «КняZZ». Спочатку група «КняZZ» позиціонувалася як окремий музичний сайд-проєкт, крім групи «Король и Шут», але у зв'язку з творчими розбіжностями з музикантами 16 грудня 2011 року Андрій Князєв офіційно покинув групу.

## Персональне життя
Одружений вдруге.
Перша дружина - психолог Олена Ісаєва, друга дружина - фотограф Агата Нігровська.
Діти: від першого шлюбу - Діана (нар. 12.12.2005), від другого - Аліса (нар. 12.10.2010).

## Дискографія
- "Любов негідника" (демо-альбом) (1995)
- "Любов негідника" (2005)
- "Лист із Трансільванії" (2011)
- "Таємниця кривих дзеркал" (2012)
- "Магія Каліостро" (2014)
- "Фатальний карнавал" (2013)
- "Провісник" (2015)
- "В'язні долини снів" (2017)
- "Дитячі пісні для дорослих" (2018)
- "Домашній альбом" (2020)

## Сольні альбоми
- Любовь негодяя (2005)
- Лист із Трансільванії (2011)

## Сингли
- «Людина-Загадка» — дебютний сингл групи «КняZz» (2011)
- «Голос темної долини» — максі-сингл (2012)